# حسینیه شیخ علی‌زاده
حسینیه شیخ علی‌زاده مربوط به دوره قاجار است و در رستم کلا، جنوب شهر واقع شده و این اثر در تاریخ ۲۵ اسفند ۱۳۸۰ با شمارهٔ ثبت ۵۴۱۳ به‌عنوان یکی از آثار ملی ایران به ثبت رسیده است.